# آي إم إس آي كاتشر

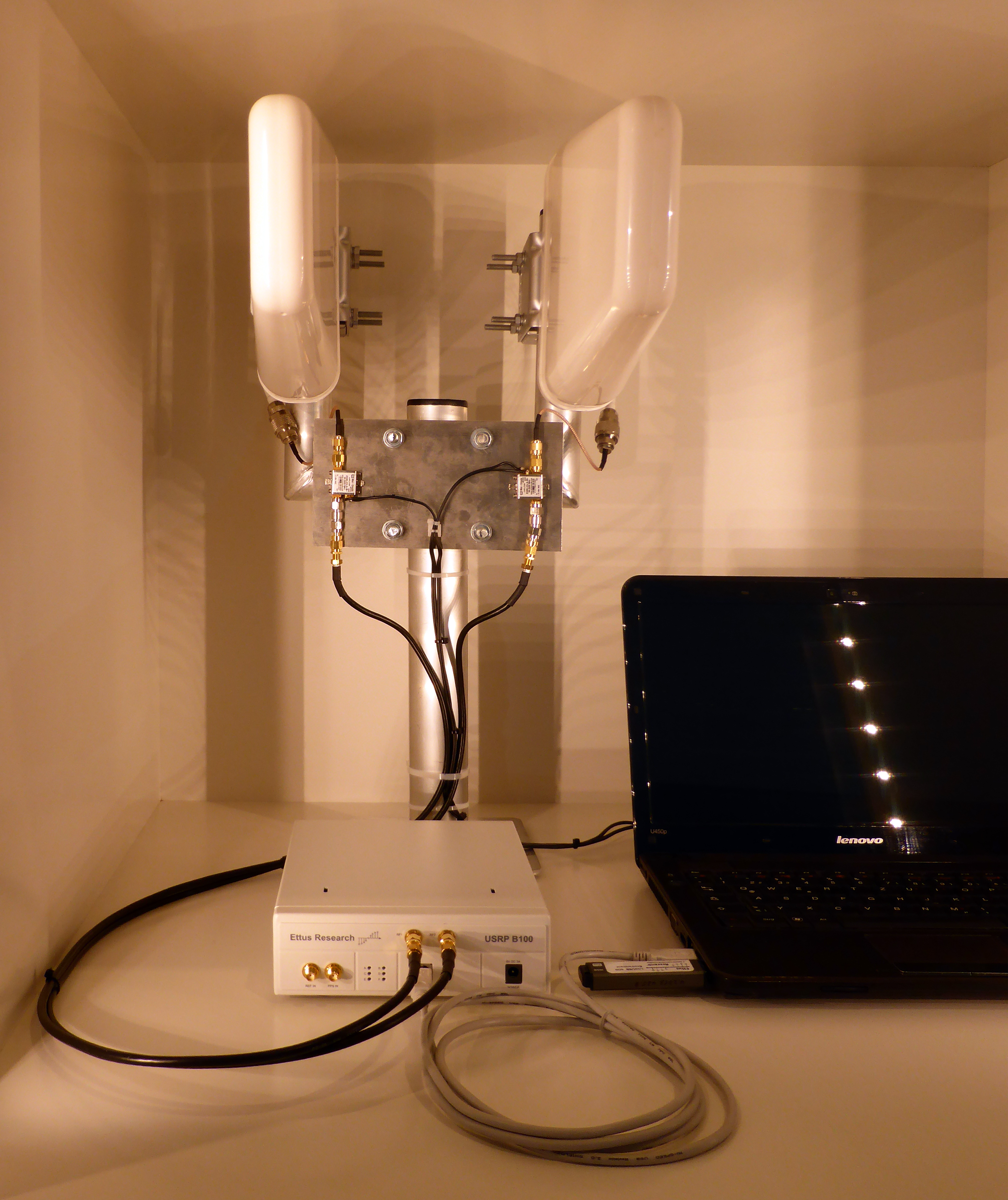

هو جهاز للتنصت على المكالمات الهاتفية والبيانات التي تمر من خلال الهواتف المحمولة وتتبع حركة مستخدميها. يقوم الجهاز بمحاكاة برج الاتصالات اللاسلكية لخداع الهاتف للاتصال به بدلًا من برج اتصالات موفر الخدمة الحقيقي، ويصنف هذا الاختراق «هجوم رجل في الوسط». يستخدم لاقط IMSI العديد من السلطات الأمنية وأجهزة المخابرات حول العالم، مما أثار حوله جدلًا واسعًا بخصوص انتهاكه للحرية الشخصية وخصوصية الأفراد.

## نبذة
محطة الـBTS الافتراضية (VBTS) هي جهاز للتعرف على رقم IMSI الخاص بأجهزة المحمول المتصلة بتقنية GSM واعتراض اتصالاتها. حصل على براء الاختراع واستخدم تجاريًا في عام 2003 بواسطة شركة Rohde & Schwarz. في يناير 2012، حكمت محكمة النقض لإنجلترا وويلز ببطلان براء الاختراع لكونه بديهيًا. حيث يعتبر الجهاز محطة BTS معدلة بمشغّل كاذب.

## طريقة التشغيل
تقنية GSM تتطلب أن تتحقق الشبكة من الهاتف بينما لا تتطلب العكس، أن يتحقق الهاتف من الشبكة. هذه الثغرة الأمنية المشهورة يتم استغلالها في لاقط IMSI. يتخفى لاقط IMSI على هيئة محطة BTS ويجمع أرقام الـIMSI الخاصة بالهواتف الموجودة في محيطه والتي تحاول الاتصال به. كما يمكنه إجبار الهواتف على تعطيل التشفير أو استخدام تشفير أضعف يمكن بعدها اعتراض الاتصالات وتحويلها لملفات صوتية.
لواقط IMSI المحمولة تسوّق للسلطات الأمنية في الولايات المتحدة، وهي بإمكانها التجسس على أجهزة المحمول القريبة.